# Lista de distritos de Crateús

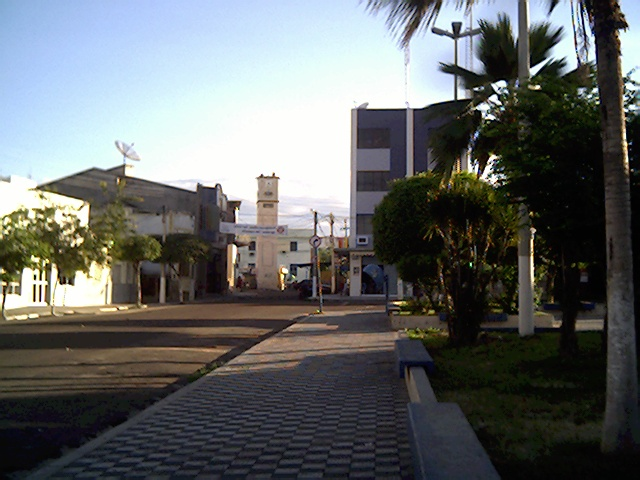
Rua Santos Dumont, no centro da cidade, distrito-sede de Crateús.

Essa é a lista de distritos de Crateús, que são uma divisão oficial do município brasileiro supracitado, localizado no interior do estado do Ceará. As subdivisões estão de acordo com dados dos censos demográficos realizados pelo Instituto Brasileiro de Geografia e Estatística (IBGE). O distrito-sede, que é onde se encontram muitos dos bairros de Crateús e o centro da cidade, foi criado pela lei geral de 6 de julho de 1822, então pertencente a Castelo do Piauí.
Crateús foi reconhecida como cidade pela lei estadual nº 1.046 de 14 de agosto de 1911. Desde então, ocorreu a criação de diversos distritos do município, além da emancipação de Ibiapaba e Montenebo em 1963, que, no entanto, foi revertida em 1965. De acordo com o IBGE, restavam 13 distritos em 2022, sendo que o distrito-sede era o mais populoso, contando com 52 899 habitantes, seguido por Santo Antônio, com 3 713 moradores.

## Distritos de Crateús
| Distrito                | Código IBGE | Habitantes (2022) | Domicílios particulares (2022) | Data de criação        |       |           |       |     |                       |
| ----------------------- | ----------- | ----------------- | ------------------------------ | ---------------------- | ----- | --------- | ----- | --- | --------------------- |
| Distrito                | Código IBGE | Habitantes (2022) | Domicílios particulares (2022) | Data de criação        | Assis | 230410307 | 1 100 | 423 | 6 de dezembro de 1996 |
| Crateús (distrito-sede) | 230410305   | 52 899            | 18 746                         | -                      |       |           |       |     |                       |
| Curral Velho            | 230410309   | 2 298             | 834                            | 6 de dezembro de 1996  |       |           |       |     |                       |
| Ibiapaba                | 230410310   | 1 854             | 697                            | Antes de 1920          |       |           |       |     |                       |
| Irapuã                  | 230410315   | 1 579             | 542                            | 2 de agosto de 1929    |       |           |       |     |                       |
| Lagoa das Pedras        | 230410317   | 1 761             | 601                            | 6 de dezembro de 1996  |       |           |       |     |                       |
| Montenebo               | 230410320   | 2 733             | 912                            | 22 de novembro de 1951 |       |           |       |     |                       |
| Oiticica                | 230410325   | 185               | 69                             | 20 de dezembro de 1938 |       |           |       |     |                       |
| Poti                    | 230410330   | 1 209             | 429                            | 20 de dezembro de 1938 |       |           |       |     |                       |
| Realejo                 | 230410333   | 3 007             | 1 058                          | 6 de dezembro de 1996  |       |           |       |     |                       |
| Santana                 | 230410337   | 2 028             | 694                            | 6 de dezembro de 1996  |       |           |       |     |                       |
| Santo Antônio           | 230410335   | 3 713             | 1 380                          | Antes de 1955          |       |           |       |     |                       |
| Tucuns                  | 230410340   | 2 024             | 734                            | 22 de novembro de 1951 |       |           |       |     |                       |